# Reineta arbòria
La reineta arbòria o granoteta de Sant Antoni (Hyla arborea) és una espècie d'amfibi que es troba a Europa des d'Ucraïna i Belarús fins a la península Ibèrica.
Aquesta granoteta fa entre 4 o 5 cm de longitud sense considerar les potes, verd brillant amb una marca fosca al costat dels ulls que va des de les potes anteriors fins a les potes posteriors. Depenent del seu entorn són capaces de canviar el seu verd a blau, a groc i a vegades fins i tot les trobem amb punts negres. S'alimenta de petits insectes. Té una gran facilitat a l'hora d'enfilar-se gràcies a unes ventoses col·locades a les puntes dels seus dits.

## Reproducció
El període de reproducció comença a la primavera utilitzant basses on hi abundi la vegetació. Els mascles atrauen a les femelles de nit inflant el seu sac vocal que arriba a ser més gran que el seu propi cap fent un soroll similar als dels ànecs. La femella posarà al voltant de 1000 ous i el mascle els fecundarà externament.